# Ostrowite (gromada w powiecie słupeckim)
Ostrowite – dawna gromada, czyli najmniejsza jednostka podziału terytorialnego Polskiej Rzeczypospolitej Ludowej w latach 1954–1972.
Gromady, z gromadzkimi radami narodowymi (GRN) jako organami władzy najniższego stopnia na wsi, funkcjonowały od reformy reorganizującej administrację wiejską przeprowadzonej jesienią 1954 do momentu ich zniesienia z dniem 1 stycznia 1973, tym samym wypierając organizację gminną w latach 1954–1972.
Gromadę Ostrowite z siedzibą GRN w Ostrowitem utworzono – jako jedną z 8759 gromad na obszarze Polski – w powiecie konińskim w woj. poznańskim, na mocy uchwały nr 25/54 WRN w Poznaniu z dnia 5 października 1954. W skład jednostki weszły obszary dotychczasowych gromad Izdebno, Kąpiel, Ostrowite i Tomaszewo, ponadto miejscowość Michałowo z dotychczasowej gromady Siernicze Wielkie oraz miejscowość Wiktorowo z dotychczasowej gromady Tomiszewo ze zniesionej gminy Ostrowite, a także obszar dotychczasowej gromady Jarotki ze zniesionej gminy Kleczew – w tymże powiecie. Dla gromady ustalono 16 członków gromadzkiej rady narodowej.
1 stycznia 1957 gromadę włączono do reaktywowanego rok wcześniej powiatu słupeckiego w tymże województwie.
1 stycznia 1958 do gromady Ostrowite włączono miejscowości Antoninek, Kania, Kierz, Lipnica, Naprusewo, Salomonowo, Siernicze Małe, Siernicze Wielkie, Skrzynka Mała i Skrzynka Wielka ze zniesionej gromady Siernicze Wielkie w tymże powiecie.
31 grudnia 1959 do gromady Ostrowite włączono miejscowość Koszary Jarockie ze zniesionej dzień później gromady Złotków w powiecie konińskim w tymże województwie.
Gromada przetrwała do końca 1972 roku, czyli do kolejnej reformy gminnej. 1 stycznia 1973, tym razem w powiecie słupeckim, reaktywowano gminę Ostrowite.